# Debbie Ngarewa-Packer

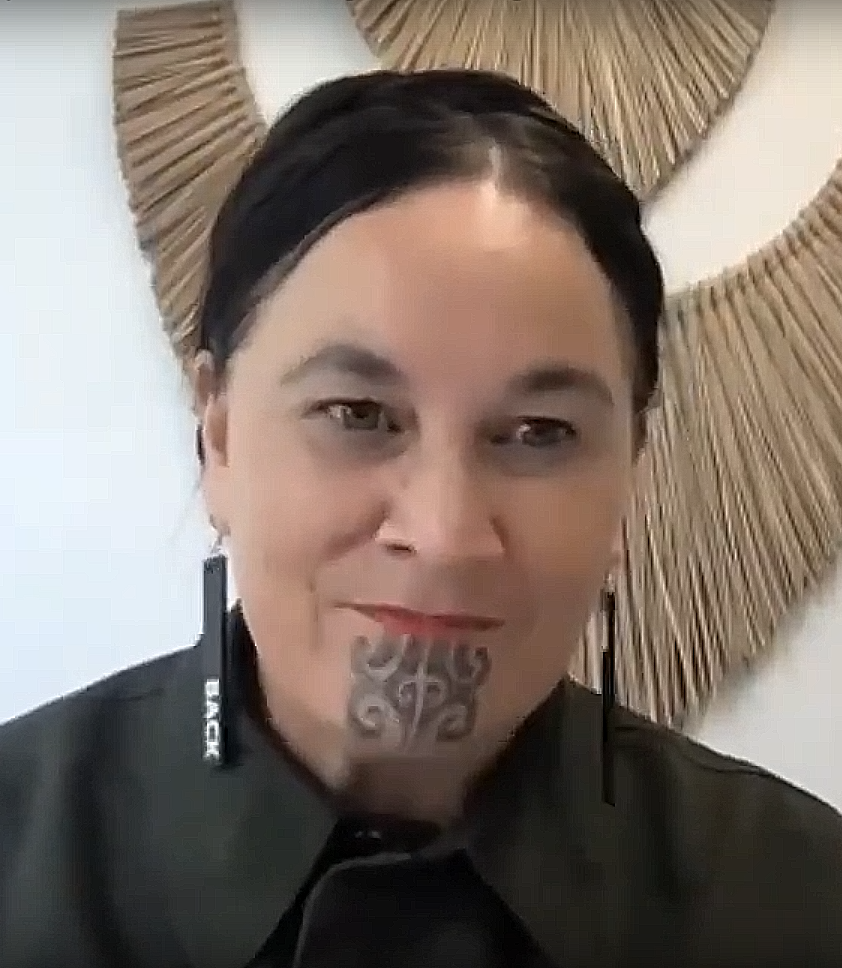
Debbie Ngarewa-Packer

Debbie Ngarewa-Packer (* 1966 in Pātea, South Taranaki District, Neuseeland) ist eine neuseeländische Politikerin der Māori Party und seit 2020 die Co-Vorsitzende ihrer Partei.

## Leben
Debbie Ngarewa-Packer wurde 1966 als Tochter des späteren Māori-Lehrers Hemi Ngarewa und seiner irischgebürtigen Ehefrau Colleen Cleasby in Pātea, im Südwesten der Nordinsel von Neuseeland geboren. Sie entstammt von ihres Vater Linie den Iwis (Stämmen) Ngāti Ruanui, Ngāruahine und Ngā Rauru. Verheiratet ist sie mit Neil Packer, mit dem sie drei Kinder hat. Ihre höhere Schulbildung erhielt sie an der New Plymouth Girls’ High School.
Sie studierte an der University of Tasmania und schloss dort mit einem Master in Business Administration und mit einem Diploma in Business Management ab. Später, im Jahr 2013 schloss sie ein Studium an der Stanford University in Kalifornien an und absolvierte dort mit einem Leadership-Abschluss im Primary Sector.
Sie war beruflich tätig am Institute of Directors New Zealand, am Business Mentors New Zealand und am Institute of Management Consultants NZ.
1999 verlegte sie ihren Wohnsitz zurück nach Taranaki und wurde CEO des Te Reo Irirangi o Taranaki. Im Jahr 2002 übernahm sie den Vorsitz im Whakaruruhau National Maori Radio Collective. 2008 kandidierte sie für einen Sitz im South Taranaki District Council und konnte aufgrund der zweithöchsten Stimmenzahl die Position des stellvertretenden Mayor (Bürgermeister) einnehmen. Weitere Ämter in zahlreichen Organisationen folgten.
Zurzeit ist Ngarewa-Packer die Vorsitzende des Te Rūnanga o Ngāti Ruanui (Rat des Stamms der Ngāti Ruanui) und seit April 2020 die Co-Vorsitzende der Māori Party.
Ngarewa-Packer wurde von ihrer Partei für die Parlamentswahlen 2020 für den Wahlkreis Te Tai Hauāuru aufgestellt.